# アイディン・ニックハ・バーラミ
アイディン・ニックハ・バーラミ（ペルシア語: آیدین نیکخواه بهرامی)、英語: Aidin Nikkhah Bahrami、1982年2月5日 - 2007年12月28日）は、イランのプロバスケットボール選手である。テヘラン州テヘラン出身。ポジションはスモールフォワード。弟のサマド・ニックハ・バーラミもバスケットボール選手。

## 生涯
2000年にIran Nara Tehranでプロデビュー。
2003年、イランリーグの強豪Saba Batteryへ移籍。アジアチャンピオンズカップ優勝に貢献する。
イラン代表にも選ばれアジア大会銅メダル、アジア選手権優勝にも貢献した。
北京オリンピックでの活躍も期待された矢先、2007年12月29日自動車事故により死亡。